# محطة خملنيتسكي للطاقة النووية
محطة خملنيتسكي للطاقة النووية هي محطة نووية تقع في خملنيتسكي أوبلاست، أوكرانيا، تحتوي المحطة على مفاعلين VVER كل منهما ينتج 1000 ميغاواط.